# Georg 1. af Hessen-Darmstadt
Georg 1. (10. september 1547 – 7. februar 1596) var den første landgreve af Hessen-Darmstadt fra 1567 til sin død i 1596. 
Han var søn af Landgreve Philip den Ædelmodige af Hessen og Christine af Sachsen og grundlagde linjen Hessen-Darmstadt af Huset Hessen, der regerede over Landgrevskabet Hessen-Darmstadt frem til 1806 og over Storhertugdømmet Hessen og ved Rhinen fra 1806 til 1918 og uddøde i 1968.